# Províncias da Papua-Nova Guiné
As províncias da Papua-Nova Guiné são as primeiras divisões administrativas do país. Governos provinciais são ramos do governo nacional– Papua-Nova Guiné não é uma federação de províncias. O país tem 22 divisões a nível de províncias: 20 províncias, uma região autónoma (Bougainville) e o Distrito da Capital Nacional.

## História
Pouco antes da independência em 16 de setembro de 1975, Papua-Nova Guiné foi dividida em dezenove províncias e o Distrito da Capital Nacional. Essas províncias correspondiam aos "distritos" da administração pré-independência do Território da Papua e Nova Guiné.

## Lista de províncias

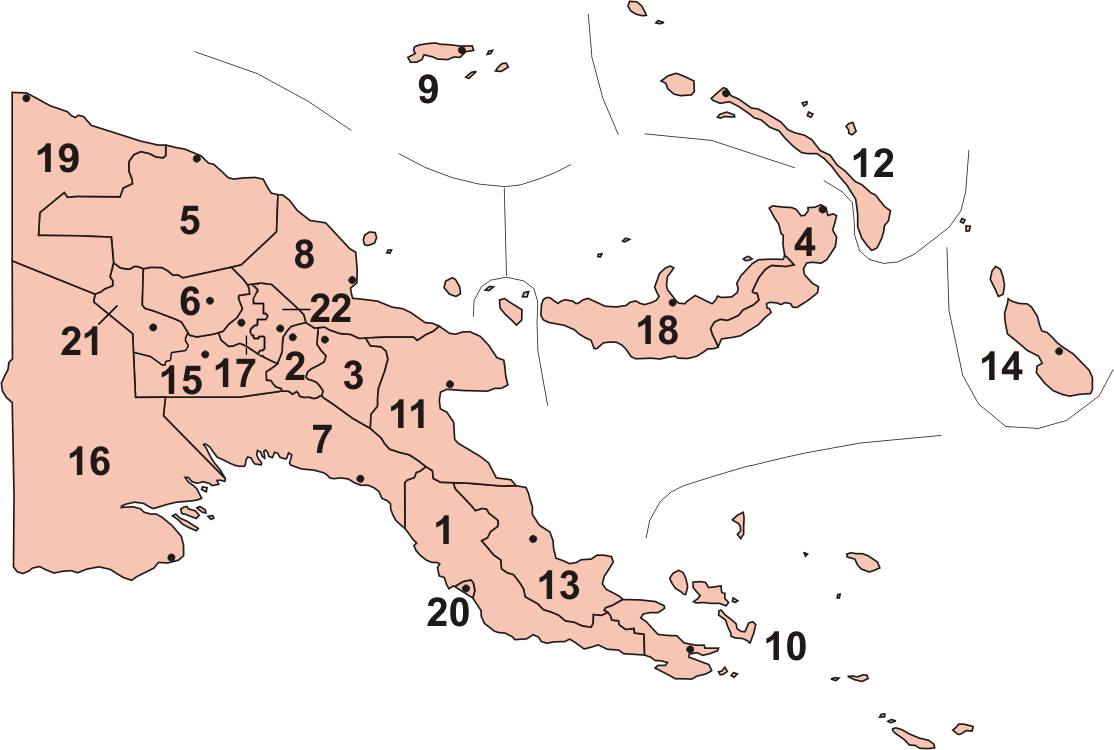
Províncias da Papua-Nova Guiné.

| # (map) | Província                       | Capital       | Área (km²) | População | Densidade (pop/km²) | Região                  |
| ------- | ------------------------------- | ------------- | ---------- | --------- | ------------------- | ----------------------- |
| 1       | Central                         | Porto Moresby | 29 500     | 183 153   | 6,21                | Região de Papua         |
| 2       | Chimbu (Simbu)                  | Kundiawa      | 6100       | 258 776   | 42,42               | Região das Terras Altas |
| 3       | Terras Altas Orientais          | Goroka        | 11 200     | 429 480   | 38,35               | Região das Terras Altas |
| 4       | Nova Bretanha Oriental          | Kokopo        | 15 500     | 220 035   | 14,20               | Região das Ilhas        |
| 5       | Sepik Oriental                  | Wewak         | 42 800     | 341 583   | 7,98                | Região de Momase        |
| 6       | Enga                            | Wabag         | 12 800     | 289 299   | 22,60               | Região das Terras Altas |
| 7       | Gulf                            | Kerema        | 34 500     | 105 050   | 3,04                | Região de Papua         |
| 8       | Madang                          | Madang        | 29 000     | 362 085   | 12,49               | Região de Momase        |
| 9       | Manus                           | Lorengau      | 2100       | 43 589    | 20,76               | Região das Ilhas        |
| 10      | Baía Milne                      | Alotau        | 14 000     | 209 054   | 14,93               | Região de Papua         |
| 11      | Morobe                          | Lae           | 34 500     | 536 917   | 15,56               | Região de Momase        |
| 12      | Nova Irlanda                    | Kavieng       | 9600       | 118 148   | 12,31               | Região das Ilhas        |
| 13      | Oro (Norte)                     | Popondetta    | 22 800     | 132 714   | 5,82                | Região de Papua         |
| 14      | Região Autônoma de Bougainville | Arawa         | 9384       | 249 358   | 15,18               | Região das Ilhas        |
| 15      | Terras Altas do Sul             | Mendi         | 15 089     | 510 245   | 23,86               | Região das Terras Altas |
| 16      | Ocidental                       | Daru          | 99 300     | 152 067   | 1,53                | Região de Papua         |
| 17      | Terras Altas Ocidentais         | Mount Hagen   | 4299       | 362 850   | 59,12               | Região das Terras Altas |
| 18      | Nova Bretanha Ocidental         | Kimbe         | 21 000     | 184 838   | 8,80                | Região das Ilhas        |
| 19      | Sandaun                         | Vanimo        | 36 300     | 185 790   | 5,12                | Região de Momase        |
| 20      | Distrito da Capital Nacional    | Porto Moresby | 240        | 252 469   | 1051,95             | Região de Papua         |
| 21      | Hela                            | Tari          | 10 498     | 343 987   | 17,71               | Região das Terras Altas |
| 22      | Jiwaka                          | Banz          | 4798       | 343 987   | 38,68               | Região das Terras Altas |

## Regiões
Em uma escala mais ampla, a nação é dividida em quatro regiões, que são bastante significativas na vida cotidiana, pois geralmente são a base para a organização de serviços governamentais, operações corporativas, competições esportivas e até mesmo as maquinações da política. Por exemplo, tem havido muita discussão ao longo dos anos de quantos Primeiros Ministros vieram de cada região, e se uma determinada região deve fornecer o próximo.  Os ministros e os chefes de departamentos são frequentemente indicados com o objetivo de manter um equilíbrio geral entre as regiões.
As pessoas geralmente se identificam bastante com sua região, e as rivalidades entre regiões podem ser intensas. As quatro regiões são:
- Região das Terras Altas: Simbu, Terras Altas Orientais, Enga, Terras Altas do Sul, e Terras Altas Ocidentais.
- Região das Ilhas: Nova Bretanha Oriental, Manus, Nova Irlanda, Bougainville, e Nova Bretanha Ocidental.
- Região de Momase: East Sepik, Madang, Morobe, e Sepik Ocidental (Sandaun).
- Região de Papua: Central, Gulf, Baía Milne, Província do norte (Oro), Província Ocidental, e o Distrito da Capital Nacional.

Momase é uma palavra criada recentemente portmanteau que combina as duas primeiras letras de Morobe, Madang, e Sepik.